# Buffalo Bill (bande dessinée)
Pour les articles homonymes, voir Buffalo Bill (homonymie).
Buffalo Bill est une série de bande dessinée de western créée par le Français René Giffey. Sa première histoire a été publiée dans Tarzan no 1 en septembre 1946 et la dernière dans L'Intrépide no 570 en septembre 1960. Giffey a collaboré avec plusieurs scénaristes, dont Maurice Limat.
Un des nombreux westerns français publiés dans l'après Seconde Guerre mondiale, la série met en scène un cow-boy profondément humaniste n'ayant guère que le nom en commun avec le Buffalo Bill historique. Futuropolis en a publié trois recueils en 1979.